# Grupo Pasife
O grupo Pasife é um grupo de satélites irregulares retrógrados que seguem órbitas similares a do satélite Pasife e que acredita-se possuírem uma origem comum.
Seus semi-eixos maiores (distâncias de Júpiter) variam entre 22,8 e 24,1 Gigâmetros (Gm), suas inclinações orbitais oscilam entre 144,5º e 158,3º e suas excentricidades orbitais ficam na faixa entre 0,25 e 0,43.

Este diagrama ilustra os maiores satélites irregulares de Júpiter. Do grupo Pasife é possível identificar as luas Sinope e Pasife. A posição dos objetos no eixo horizontal indica suas distâncias de Júpiter. O eixo vertical indica sua inclinação orbital. A excentricidade orbital é indicada pelas barras amarelas, que ilustram as distâncias máximas e mínimas dos objetos em relação a Júpiter. Os círculos ilustram o tamanho relativo de cada objeto.

Os membros nucleares do grupo são (do maior para o menor):
- Pasife
- Sinope, dois terços o tamanho de Pasife
- Caliroe
- Megaclite
- Autonoe
- Euridome
- Esponde

A União Astronómica Internacional (UAI) reserva os nomes terminados em -e para todas as luas retrógradas, o que inclui os membros desse grupo.

## Origem
Acredita-se que o grupo Pasife tenha sido formado quando Júpiter capturou um asteróide que desmembrou-se logo depois da colisão. O asteróide original não foi fortemente perturbado: calcula-se que o corpo original é tenha tido 60 km de diâmetro, aproximadamente o mesmo tamanho de Pasife; o satélite Pasife reteve 99% da massa do corpo original. Entretanto, caso a lua Sinope pertença ao grupo, a proporção é muito menor, de 87%.
Diferentemente dos grupos Carme e Ananke, para o grupo Pasife a teoria da origem através de um único impacto não é aceita por todos os estudos. Isso porque o grupo Pasife, embora possuindo um semi-eixo maior semelhante, possui uma inclinação mais amplamente dispersa1. No entanto, ressonâncias seculares, conhecidas tanto para Pasife quanto para Sinope, podem moldar as órbitas e fornecer a explicação para a dispersão dos elementos orbitais pós-colisão.  Alternativamente, a lua Sinope poderia não ser parte dos restas da mesma colisão mas sim ter sido capurada independentemente.